# Embolanthera spicata
Embolanthera spicata är en trollhasselart som beskrevs av Merrill. Embolanthera spicata ingår i släktet Embolanthera och familjen trollhasselfamiljen. Inga underarter finns listade i Catalogue of Life.